# Kowiesowo
Kowiesowo [pronunciación en polaco: /kɔvjɛˈsɔvɔ/] es un pueblo ubicado en el distrito administrativo de Gmina Mszczonów, dentro del Condado de Żyrardów, Voivodato de Mazovia, en el este de Polonia central. Se encuentra aproximadamente a 9 kilómetros al sur de Mszczonów, a 18 kilómetros al sur de Żyrardów, y a 48 kilómetros al suroeste de Varsovia.